# Caribboecetes justi
Caribboecetes justi is een vlokreeftensoort uit de familie van de Ischyroceridae. De wetenschappelijke naam van de soort is voor het eerst geldig gepubliceerd in 1997 door Ortiz & Lemaitre.